# Max Jacob
Max Jacob (Quimper, 12 luglio 1876 – Drancy, 5 marzo 1944) è stato un poeta, pittore, scrittore e critico letterario francese.

## Biografia
Nato a Quimper, in Bretagna (Francia), si iscrisse alla Scuola Coloniale di Parigi, che lasciò nel 1897 per la carriera artistica. Abitò su Boulevard Voltaire, dove divise l'appartamento con Pablo Picasso, che lo presentò a Guillaume Apollinaire, che lo introdusse a sua volta a Georges Braque. Sarebbe diventato stretto amico anche di Jean Cocteau, Christopher Wood e Amedeo Modigliani, che dipinse il suo ritratto nel 1916. Fernande Olivier, compagna di Picasso racconta: 
Conobbe ed incoraggiò anche l'artista Romanin, noto altrimenti come Jean Moulin, politico francese e futuro leader della resistenza all'invasione nazista.

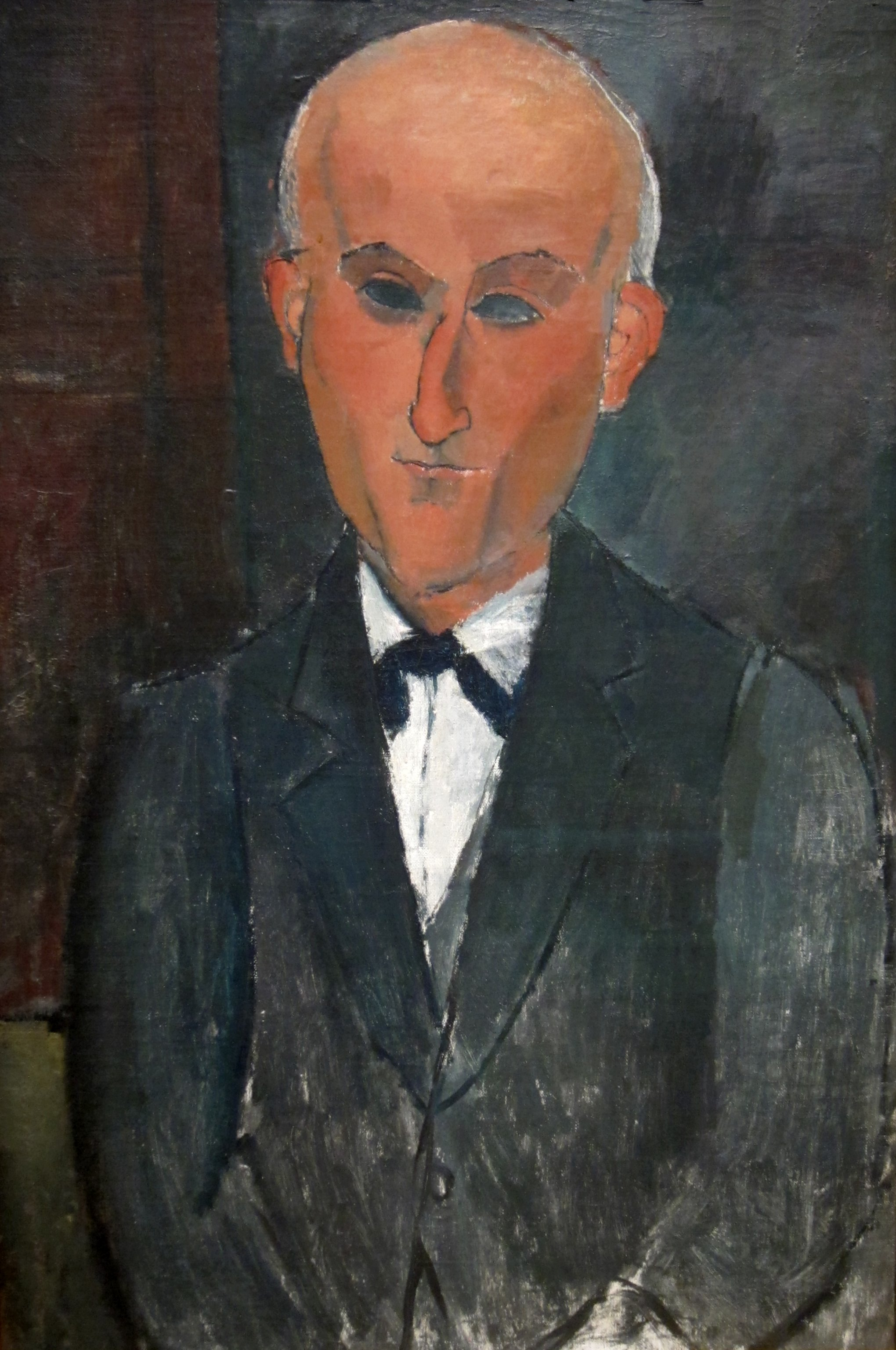
Max Jacob ritratto da Amedeo Modigliani

Jacob, di origini ebraiche, figlio di antiquari, sostenne di aver avuto una visione di Cristo nel 1909, motivo per cui si convertì al cattolicesimo.
Tuttavia, nonostante le sue speranze, la sua nuova religione non riuscì a liberarlo dai suoi desideri omosessuali, dei quali disse una volta:
Noto comunque per il suo grave alcolismo, Jacob disse poi di essersi unito alla comunità artistica di Montparnasse per "peccare disgraziatamente". Nel 1915 arrivò ubriaco al funerale della compagna di Picasso, Eva Gouel, e provò a sedurre il conducente del carro funebre.
Per un periodo, ebbe come segretario-amante Maurice Sachs, che aiutò nella sua carriera.
L'opera di Max Jacob è considerata un collegamento tra il simbolismo e il surrealismo, come si può facilmente comprendere dalla sua poesia in prosa Le cornet à dés e dai suoi dipinti, che esibì in importanti mostre a New York nel 1930 e 1938.
I suoi scritti comprendono anche il romanzo Saint Matorel (1911), le poesie Le laboratoire central (1921), e Le défense de Tartufe (1919), nel quale espone le sue convinzioni filosofiche e religiose. Alcuni versi tratti da Le laboratoire central furono musicati nel 1933 dall'amico Francis Poulenc nella forma di cantata per orchestra da camera e baritono col titolo di Le Bal masqué. Le scenografie e i costumi teatrali per Isabelle et Pantalon, del 1922, sono stati disegnati da Georges Valmier (1885-1937).
Fu costretto a trasferirsi a Saint-Benoît-sur-Loire, dove si nascose durante l'occupazione del territorio francese da parte della Germania nel corso della seconda guerra mondiale. Il fratello di Jacob, a causa delle origini ebraiche, fu deportato nel campo di concentramento di Auschwitz. Successivamente anche la sorella Mirthé-Léa ed il marito furono deportati ed uccisi dai nazisti.
Il 24 febbraio del 1944 anche Max Jacob fu arrestato dalla Gestapo e recluso nella prigione di Orléans. Fu poi trasferito nel campo di internamento di Drancy, in attesa del trasferimento in un campo di concentramento tedesco. Tale trasferimento non avvenne perché, a causa di una malattia, forse una broncopolmonite, Max Jacob morì nel campo di Drancy il 5 marzo 1944.
Sepolto inizialmente ad Ivry, al termine della guerra la sua salma fu trasferita nel 1949 al cimitero di Saint-Benoît-sur-Loire. La sua tomba fu adornata con uno dei suoi ritratti realizzati nel 1935 dal suo amico René Iché.
Nel 2007 è stato girato su di lui il film televisivo Monsieur Max, diretto da Gabriel Aghion e interpretato da Jean-Claude Brialy.

## Opere
- Le Christ à Montparnasse
- Saint-Matorel (1911)
- La Côte (1911)
- Œuvres burlesques et mystiques de Frère Matorel (1912)
- Le Siège de Jérusalem‚ grande tentation céleste de Frère Matorel (1914)
- Le Cornet à dés (1917)
- Le phanérogame (1918)
- La Défense de Tartufe (1919)
- Cinématoma (1920)
- Le laboratoire central (1921)
- Le Roi de Béotie (1921)
- Le Cabinet noir (1922)
- Art Poétique (1922)
- Filibuth ou la Montre en or (1923)
- Le Terrain Bouchaballe (1923)
- Visions infernales (1924)
- L'Homme de chair et l'Homme reflet (1924)
- Les Pénitents en maillots roses (1925)
- Le fond de l'eau (1927)
- Le tableau de la Bourgeoisie (1929)
- Rivage (1931)
- Bourgeois de France et d'ailleurs (1932)
- Ballades (1938)